# Hội Nhạc sĩ Việt Nam
Hội Nhạc sĩ Việt Nam là tổ chức chính trị, xã hội, nghề nghiệp của những người hoạt động âm nhạc trong lĩnh vực sáng tác, lý luận, biểu diễn và đào tạo âm nhạc trong phạm vi toàn quốc Việt Nam và trong các quan hệ trao đổi về âm nhạc với các tổ chức âm nhạc quốc tế.

## Tổ chức

### Ban chấp hành trung ương Hội
Ban chấp hành trung ương Hội gồm Ban thường vụ, Hội đồng nghệ thuật và Ban kiểm tra
- Ban thường vụ Hội:
  - Chủ tịch Hội: nhạc sĩ Nguyễn Đức Trịnh
  - Phó Chủ tịch Hội: Trần Vương Thạch, Phạm Ngọc Khôi, Nguyễn Thị Minh Châu
- Hội đồng nghệ thuật: Đỗ Hồng Quân làm chủ tịch
- Ban kiểm tra: trưởng ban Trần Nhật Dương đồng thời là ủy viên ban thường vụ Hội
  - Ban lý luận: Nguyễn Thị Minh Châu làm trưởng ban
  - Ban đối ngoại: Ngô Hoàng Quân làm trưởng ban, Trần Nhật Quang làm phó ban

### Các cơ quan trực thuộc
Các cơ quan trực thuộc Hội gồm:
- Văn phòng Hội
- Tạp chí "Âm nhạc và thời đại"
- Trung tâm Phát triển nghệ thuật âm nhạc Việt Nam
- Trung tâm Bảo vệ quyền tác giả âm nhạc Việt Nam
-Trung tâm đào tạo tài năng trẻ,và sáng tác âm nhạc Việt nam
... và một số đơn vị chức năng khác.

### Các tổ chức thành viên
Các tổ chức thành viên của Hội gồm các chi hội địa phương tại các tỉnh và thành phố trực thuộc trung ương, một số chi hội chuyên ngành do Hội thành lập
Các hội âm nhạc:
- Hội Âm nhạc Hà Nội: 19 Hàng Buồm, chủ tịch là nhạc sĩ Hồ Quang Bình lên thay cho Phạm Tuyên từ 28.12.2010. Phạm Tuyên là Chủ tịch danh dự, còn Phó Đức Phương và Trương Ngọc Ninh giữ chức Phó chủ tịch hội.[2][3]
- Hội Ầm nhạc thành phố Hồ Chí Minh: 81 Trần Quốc Thảo, quận 3, chủ tịch là Trần Long Ẩn
- Hội Âm nhạc tỉnh Thừa Thiên - Huế: 26 Lê Lợi, chủ tịch là Lê Phùng
- Hội Ầm nhạc thành phố Đà Nẵng: K54/10 Ông Ích Khiêm, chủ tịch là Thái Nghĩa
- Hội Ầm nhạc thành phố Cần Thơ: 170 Lý Tự Trọng, chủ tịch là Lê Nghiệp

## Lãnh đạo Hội qua các thời kỳ[4]

### Khóa I (1957-1963)
- Chủ tịch: Nguyễn Xuân Khoát
- Tổng thư ký: Đỗ Nhuận

### Khóa II (1963-1983)
- Tổng thư ký: Đỗ Nhuận

### Khóa III (1983-1989)
- Tổng thư ký: Huy Du

### Khóa IV (1989-1995)
- Tổng thư ký: Ca Lê Thuần

### Khóa V (1995-2000)
- Tổng thư ký: Trọng Bằng

### Khóa VI (2000-2005)
- Tổng thư ký: Trọng Bằng

### Khóa VII (2005-2010)
- Chủ tịch: Đỗ Hồng Quân

### Khóa VIII (2010-2015)
- Chủ tịch: Đỗ Hồng Quân

### Khóa IX (2015-2020)
- Chủ tịch: Đỗ Hồng Quân

### Khóa X (2020-2025)
- Chủ tịch: Đức Trịnh

## Các giải thưởng của hội Nhạc sĩ Việt Nam
- Giải thưởng âm nhạc Hội Nhạc sĩ Việt Nam